# دریم‌اسپل
دریم‌اسپل یا تقویم عصر جدید نام یک تقویم باطن‌گرایانه است که بخشی از آن با الهام از گاه‌شماری مایا توسط خوزه آرگوییس معنوی‌طلب عصر جدید، فیلسوف مایایی و نویسنده ایجاد شده‌است.